# Monteforte Cilento
Monteforte Cilento est une commune italienne de la province de Salerne, dans la région Campanie.

De 1811 à 1860, elle faisait partie du district de Gioi, appartenant au district de Vallo du royaume des Deux-Siciles.
De 1860 à 1927, pendant le royaume d’Italie, elle faisait partie du district de Gioi, appartenant au district de Vallo della Lucania.

## Administration
| Période                                  | Période | Identité | Étiquette | Qualité |
| ---------------------------------------- | ------- | -------- | --------- | ------- |
|                                          |         |          |           |         |
| Les données manquantes sont à compléter. |         |          |           |         |

### Communes limitrophes
Cicerale, Felitto, Magliano Vetere, Orria, Perito, Roccadaspide, Trentinara.